# 吴笛
吴笛（1954年12月—），又名吴德艺，男，安徽铜陵人，中共党员，中华人民共和国翻译家，浙江大学教授。

## 生平
吴笛出生于安徽铜陵，由于家境不好，不到10岁就中断了学业。后自学英语，用英文给公社书写墙报和宣传语，引起市县教育局领导注意，被推荐至安徽师范大学外语系学习。1977年毕业留校任外语系教师，1981年被选派至清华大学高校英语师资培训班学习一年。1985年考取杭州大学研究生，毕业后留校工作。先后任杭州大学教授，浙江大学教授，浙江大学世界文学与比较文学研究所所长。

## 学术贡献
主要从事比较文学与世界文学、英语文学、俄罗斯文学、文学翻译领域的研究工作。主持国家社科基金重点项目、国家社科基金项目、教育部人文社科基金项目、国家出版基金项目、浙江省社科基金项目等科研项目多项，是国家社科基金重大招标项目“外国文学经典生成与传播研究”首席专家。发表学术论文一百多篇，出版学术著作10余部、文学译著30多部，研究成果获教育部高等学校科学研究优秀成果奖、浙江省优秀社科成果奖等。

## 著作

### 专著
- 《哈代研究》（1994年，浙江文艺出版社）
- 《世界名诗导读》（2004年，浙江大学出版社）
- 《比较视野中的欧美诗歌》（2004年，作家出版社）
- 《世界名诗欣赏》（2008年，浙江大学出版社）
- 《浙江翻译文学史》（2008年，杭州出版社）
- 《哈代新论》（2009年，浙江大学出版社）
- 《浙籍作家翻译艺术研究》（2009年，浙江大学出版社）
- 《经典传播与文化传承》（2011年，浙江大学出版社）
- 《德鲁德之谜》（2012年，浙江工商大学出版社）
- 《外国文学作品与史料选（上、下）》（主编）（2012年，浙江大学出版社）
- 《英国玄学派诗歌研究》（2013年，中国社会科学出版社）
- 《外国文学经典生成与传播研究》（2019年，北京大学出版社）
- 《俄罗斯小说发展史》（2022年，浙江工商大学出版社）

### 译著
- 《雪莱抒情诗全集》（〔英〕雪莱 著，1994年，浙江文艺出版社）
- 《劳伦斯诗选》（〔英〕劳伦斯 著，1999年，漓江出版社）
- 《苔丝》（〔英〕托马斯·哈代 著，2010年，光明日报出版社）
- 《帕斯捷尔纳克诗选》（〔俄〕帕斯捷尔纳克 著，2013年，上海人民出版社）
- 《红字》（〔美〕纳撒尼尔·霍桑 著，2017年，西安交通大学出版社）

## 社会兼职
中国外国文学学会理事、英国文学分会副会长，中国中外语言文化比较学会会长，浙江省比较文学与外国文学学会会长，中国作家协会会员，国家社科基金学科评审组专家。

## 奖励与荣誉
- 2015年，获浙江省第十八届哲学社会科学优秀成果奖一等奖
- 2024年，获中国翻译协会“资深翻译家”荣誉称号[6]
- 2024年，获第九届高等学校科学研究优秀成果奖（人文社会科学）二等奖[7]